# Mount Tabor
Mount Tabor – miasto w Stanach Zjednoczonych, w stanie Vermont, w hrabstwie Rutland.